# Sociedad Deportiva Amorebieta
La Sociedad Deportiva Amorebieta es un club de fútbol de España de la ciudad de Amorebieta-Echano, en la provincia de Vizcaya (País Vasco). Fundada en 1925, en la actualidad juega en la Primera Federación.

## Historia
El antecedente directo de la SD Amorebieta fue la Sociedad Deportiva Beti-Arin fundada en Amorebieta en 1923. Este club polideportivo pasó a llamarse Sociedad Olímpica Zornoza y, finalmente el 4 de enero de 1925, Sociedad Deportiva Amorebieta, adhiriéndose ese año a la Federación Vizcaína de Fútbol. En sus inicios abrazó diversas actividades deportivas además del balompié (pelota, atletismo, ciclismo, alpinismo…).
Durante sus primeras décadas de historia, la SD Amorebieta compitió en las competiciones locales vizcaínas. En 1944 la SD Amorebieta fue Subcampeona de Vizcaya de Aficionados y ganó la Copa Vizcaya.
La mayor estrella surgida de las filas de la SD Amorebieta fue el portero amorebietarra Carmelo Cedrún, que comenzó jugando en el equipo de su pueblo durante la temporada 1949-50, para fichar con posterioridad por el Athletic Club, donde estuvo 15 temporadas. Carmelo llegó a ser internacional y fue el portero de la Selección de fútbol de España en la Copa Mundial de Fútbol de 1962. En 1954 la SD Amorebieta jugó en el Campo de Urritxe un partido contra el Athletic como homenaje a su exjugador, que acababa de convertirse en el primer internacional que había pasado por las filas de los Azules.
En 1962 logró la SD Amorebieta por primera vez en su historia, ascender a Categoría Nacional tras eliminar en la promoción de ascenso a los cántabros de la SD Barreda Balompié y a la SD Deusto. La temporada de su debut en la categoría fueron terceros quedándose a un punto de disputar la promoción de ascenso a la Segunda División. Además ese año la SDA se proclamó Campeona de Vizcaya de Aficionados, lo que le valió disputar el Campeonato de España. La SDA llegó hasta semifinales donde fue derrotada por el Real Madrid Aficionado. Aquel Madrid Aficionado con el que se enfrentó la SDA tenía en su plantel jugadores como Ramón Moreno Grosso, Velázquez o De Felipe.
Desde el ascenso de 1962, el Amorebieta se mantuvo en Tercera división hasta 1968. Esa temporada una reestructuración de la categoría le mandó a categoría regional a pesar de haber sido 12.º (de 16). Durante esas 6 temporadas destacan dos terceros puestos que dejaron al Amorebieta a las puertas de jugar la promoción de ascenso en 1963 y 1966.
En 1975 la SD Amorebieta celebró sus bodas de oro con la celebración de un partido amistoso entre la Real Sociedad y el Athletic Club en su campo de Urritxe.
La SDA tuvo que esperar hasta 1981 para retornar a la Tercera división. Fue tras quedar segundo en la Regional Preferente vizcaína y eliminar al Mondragón CF en la promoción de ascenso.
Desde 1981 la SDA juega ininterrumpidamente en la Tercera División, siendo el club decano del grupo vasco de la categoría. La temporada 2007-08 jugará su 27.ª temporada consecutiva en la categoría.
En 1991 se clasificaron por primera vez para un play-off de ascenso a la Segunda división B tras ser cuartos de la categoría. También hicieron su debut en la Copa del Rey. Desde entonces han participado además en los play-offs de ascenso de 1992, 1998, 2002, 2006 , 2007, 2010 y 2011 habiendo fracasado en los 6 primeros intentos pero logrando el ascenso e el séptimo.
En 1991, 1992, 1998 y 2002 la SDA eliminada en la liguilla de ascenso; en el caso de 1991 una victoria en la última jornada de la liguilla ante la Unión Deportiva Fraga le hubiera supuesto ascender de categoría, pero perdió el partido.
En las dos últimas temporadas, con otro formato diferente, fue eliminada por la Unión Deportiva Barbastro en 2006 y en 2007 por la Sociedad Deportiva Negreira, en ambas ocasiones en la primera eliminatoria de la fase de ascenso. En cambio en el 2010 se eliminaron en la segunda eliminatoria de los play-offs de ascenso frente CD La Roda, y finalmente, lograron el ascenso a Segunda B eliminando al Manacor C.F.
En la temporada 2011-12, la primera en la historia del club en Segunda B, se clasificaron para la promoción de ascenso a Segunda División, pero cayeron eliminados en primera ronda contra la Real Balompédica Linense.
Tras jugar la promoción de ascenso las últimas dos temporadas y haber sido subcampeona de la Tercera División, la temporada 2006-07, la SDA se perfiló como uno de los favoritos para ascender de categoría la temporada 2007-08.
Uno de los hitos más importantes de los últimos años del club, fue la inauguración del Nuevo Urritxe en 2002, campo de hierba natural construido para sustituir al histórico campo de Urritxe donde jugaba el Amorebieta. El campo se inauguró un 12 de octubre de 2002 con un amistoso entre el Athletic Club y el Racing de Santander.
EL 22 de mayo de 2021 consiguió ascender a Segunda División tras vencer 0-1 al C. D. Badajoz. El final de la temporada descendió de categoría, consiguiendo el primer puesto del grupo II de Primera Federación en la temporada 2022-23 para regresar a la segunda categoría del fútbol tras un año de ausencia.

## Uniforme
- Uniforme titular: Camiseta azul, Pantalón azul y medias azules.
- Uniforme alternativo: Camiseta roja, Pantalón rojo y medias rojas.

## Estadio
La SDA juega en el Campo Municipal de Urritxe. En esta ubicación se creó el primer campo de fútbol de Amorebieta allá por 1915, aun antes de nacer la Sociedad Deportiva Amorebieta. Urritxe ha sido tradicionalmente un campo de tierra, y aquí ha jugado la SDA hasta fechas recientes.
En 1999 se construyó a escasos 200 metros de Urritxe el campo de fútbol de Txolon, de hierba artificial. La SDA pasó a jugar a este campo en 2000 mientras se derribaba el viejo campo de Urritxe y se construía en su lugar un nuevo y moderno campo de fútbol, con césped natural.
Desde 2002 la SD Amorebieta juega en el Nuevo Urritxe. Posee unas dimensiones de 102x64 metros y una capacidad de 1.356 espectadores sentados y una capacidad total de 3.000 espectadores.
En la temporada 2020/21 consigue el ascenso a Segunda División, con lo cual debido a la imposibilidad de ampliación de Urritxe, la SDA, durante la temporada 2021/22, se mudó a las Instalaciones de Lezama, las cuales si cumplen los requisitos para jugar en dicha categoría. En la temporada 2023/24 se encuentra en la misma situación y volvieron a elegir las Instalaciones de Lezama para jugar como local.

## Datos del club
- Temporadas en 1.ª: 0
- Temporadas en 2.ª: 2
- Temporadas en 2ªB: 10
- Temporadas en 1ª RFEF: 2 (Actualidad)
- Temporadas en 3.ª: 36
- Mejor puesto en la liga: 1.º (Primera Federación, Grupo II, temporada 22/23)

### Categorías del Amorebieta
- 1925-62: Categorías regionales (Federación Vizcaína).
- 1962-68: 3.ª División.
- 1968-81: Categorías regionales (Federación Vizcaína).
- 1981-2011: 3.ª División.
- 2011-2021: 2.ª División B
- 2021-2022: 2.ª División
- 2022-2023: 1.ª Federación
- 2023-2024: 2.ª División
- 2024-Act.: 1.ª Federación

### Trayectoria histórica
Indicadas las categorías en los siguientes colores:
■ 1.er nivel
■ 2.º nivel
■ 3.er nivel
■ 4.º nivel
■ 5.º nivel
Notas: (Estructura piramidal de ligas en España)
- Las temporadas 1936-37, 1937-38 y 1938-39 no fueron disputadas debido a la guerra civil española.
- La Segunda División B fue introducida en 1977 como categoría intermedia entre la Segunda División y Tercera División.
- En la temporada 2021-2022 se reestructuraron las categorías del fútbol español pasando a denominarse las categorías no profesionales como 1.ª división RFEF que será el equivalente a la 3.ª categoría, 2.ª división RFEF que será el equivalente a la 4.ª categoría y 3.ª división RFEF que será el equivalente a la 5.ª categoría, desapareciendo Segunda División B.

## Organigrama deportivo

### Plantilla y cuerpo técnico
- Los jugadores con dorsales superiores al 25 son, a todos los efectos, jugadores de la Sociedad Deportiva Amorebieta B y como tales, podrán compaginar partidos con el primer y segundo equipo. Como exigen las normas de la LFP desde la temporada 1995-96, los jugadores de la primera plantilla deberán llevar los dorsales del 1 al 25. Del 26 en adelante serán jugadores del equipo filial.
- Un canterano debe permanecer al menos tres años en edad formativa en el club (15-21 años) para ser considerado como tal.[4][5] Un jugador de formación es un jugador extranjero formado en el país de su actual equipo entre los 15 y 21 años (Normativa UEFA).
- Según normativa UEFA, cada club solo puede tener en plantilla un máximo de tres jugadores extracomunitarios que ocupen plaza de extranjero. La lista incluye solo la principal nacionalidad de cada jugador. Algunos de los jugadores no europeos tienen doble nacionalidad de algún país de la UE:

- Nassourou Ben Hamed no cuenta como extracomunitario por el Acuerdo de Cotonú.

## Jugadores
| Máximos goleadores | Máximos goleadores | Máximos goleadores | Más partidos disputados | Más partidos disputados | Más partidos disputados | Más temporadas disputadas | Más temporadas disputadas | Más temporadas disputadas |
| ------------------ | ------------------ | ------------------ | ----------------------- | ----------------------- | ----------------------- | ------------------------- | --- | ------------------------- |
| 1.                 | Eduardo Ubis       | 33 goles           | 1.                      | Iker Seguín             | 224 partidos            | 1.                        | Iker Seguín | 8 años                    |
| 2.                 | Koldo Obieta       | 24 goles           | 2.                      | Mikel Muniozguren       | 162 partidos            | 2.                        | José Ángel Estévez | 7 años                    |
| 3.                 | Jon Orbegozo       | 22 goles           | 3.                      | Ibai González           | 151 partidos            | 3.                        | Mikel Álvaro | 6 años                    |
| 4.                 | Ibai González      | 21 goles           | 4.                      | Mikel Álvaro            | 135 partidos            | 4.                        | Mikel Zarrabeitia / José Luis Velasco / Aitor Aldalur / Mikel Muniozguren / Ibai González                                                      | 5 años                    |
| 5.                 | Iker Seguín        | 19 goles           | 5.                      | Aitor Aldalur           | 131 partidos            | 9.                        | Xabi Sánchez / Ibon Gómez-Coronado / Roberto Unanue / Iñaki Garmendia / Oier Luengo / Aitor Arregi / Iker Bilbao / Aitor Ortega / Iñigo Orozco | 4 años                    |

## Entrenadores

### Cronología
- 1981-1983  Pedro Antonio Echevarría
- 1983-1984  Alfonso Barasoain
- 1985-1987  José María Amorrortu
- 1988-1990  José Núñez
- 1992-1993  José María Guisasola
- 1999-2000  José Luis Velasco
- 2000-2002  Jon Pujana
- 2002  José Antonio Goikoetxea
- 2002-2003  Juan María Sañudo
- 2003-2004  Lutxi Real
- 2004-2005  Fernando Vaselga y Txefe Guerrero
- 2005  Jesús María Castillo Barrenetxea
- 2005-2008  José Fernando Pérez Sánchez
- 2008-2009  Aitor Garmendia
- 2009-2011  Alfonso Barasoain
- 2012-2013  Axier Intxaurraga Mendia
- 2013-2016  Iñaki Leniz
- 2014-2015  Josué Atela
- 2015  Félix Gallastegi
- 2015-2016  Carlos Docando
- 2016-2017  Aitor Larrazabal[6]
- 2017-2018  Joseba Etxeberria
- 2018  Xabier Sánchez Bringas
- 2018-2022  Íñigo Vélez[7]
- 2022-2023  Haritz Mújika
- 2024  Julen Guerrero
- 2024  Natxo González
- 2024-Actualidad  Jandro Castro

## Palmarés
- Primera Federación (1): 2022-23
- Tercera División (1): 2010-11